# غويندولين يو
غويندولين يو (بالإنجليزية: Gwendoline Yeo)‏ هي ممثلة ومودية صوت وكاتبة موسيقية سنغافورية أمريكية ولدت في 10 يوليو 1977 في سنغافورة. بدأت التمثيل في سنة 2001، مثلت في عدة أفلام ومسلسلات مثل ربات بيوت يائسات و مممر محطم. أدت دور شينغامي في مسلسل سلاحف النينجا.